# Ралі Греції 2009
Ралі Греції 2009, повна офіційна назва Acropolis Rally 2009 — сьомий етап чемпіонату світу з ралі 2009 року, 56-те Ралі Акрополіс. Гонки відбудулися 11 — 14 червня 2009 року в перифірії Пелопоннес, ном Коринфія, з базою в містечку Лутракі, яке розташоване на віддалі близько 80 км на захід від Афін. Крім абсолютного заліку пілотів і команд, на цьому етапі відбулися змагання в категорії PC WRC, а також взяли участь пілоти Pirelli Star Driver.

### Найважливіші події
- 12.06.2009 на ШД4 (четверта швидкісна ділянка) свою першу в житті перемогу на ШД чемпіонату світу з ралі здобув 18-річний російський автогонщик Євґеній Новіков, який став наймолодшим в історії чемпіонатів світу переможцем ШД.
- На цьому етапі чемпіонату вперше в історії чемпіонатів світу з ралі очки в абсолютному заліку виборов екіпаж на автомобілі класу Super 2000. Це досягнення на рахунку грецького екіпажу Ламброс Афанассулас/Ніколас Захеос, які виступаючи на автомобілі Škoda Fabia Super 2000 посіли 8-е місце в абсолютному заліку.

## Характеристика етапу
Один з найскладніших етапів чемпіонату світу. Вузькі звивисті гірські дороги з гравійним покриттям та крупним камінням, а також літня спека, ставлять жорсткі вимоги до підготовки пілотів і техніки. Велика кількість поворотів не дає можливості у повній мірі використовувати зустрічні потоки повітря для охолодження двигуна та кабіни пілотів, де температура повітря сягає 50°C. Серйозною проблемою є також кам'янисте скелясте покриття доріг, яке викликає швидкий знос шин та пошкодження підвіски.

### Учасники
Для участі в ралі заявки подало 47 (стартувало 44) екіпажів, в тому числі у заліку WRC — 14, PC WRC — 17 та 16 (стартувало 13) приватних учасників переважно з Європи. 
У змаганнях команд декларували участь всі 5 команд категорії виробників (Manufacturers). 

### Кількість автомобілів учасників за класами та марками
Клас A8 (14 автомобілів)
- 6 — Ford Focus RS WRC 08
- 2 — Subaru Impreza WRC 08
- 5 — Citroën C4 WRC
- 1 — Citroën Xsara WRC

Клас A6 (5 автомобілів)
| - 3 — Citroen C2 S1600, - 1 — Peugeot 206 XS Kit Car | - 1 — MG Rover 25 |

Клас N4 (28 автомобілів)
| - 5 — Mitsubishi Lancer Evo X - 8 — Mitsubishi Lancer Evo IX - 2 — Mitsubishi Lancer Evo VIII | - 2 — Subaru Impreza Sti N14 - 1 — Subaru Impreza Sti N12 - 1 — Subaru Impreza Sti N8 - 5 — Subaru Impreza WRX STi | - 1 — Fiat Abarth Grande Punto S2000 - 2 — Škoda Fabia S2000 - 1 — Opel Corsa S2000 |

## Результати
| Місце                             | Пілот                             | Штурман                           | Автомобіль                        | Час                               | Відставання                       | Очок                              |
| Залік чемпіонату світу в абсолюті | Залік чемпіонату світу в абсолюті | Залік чемпіонату світу в абсолюті | Залік чемпіонату світу в абсолюті | Залік чемпіонату світу в абсолюті | Залік чемпіонату світу в абсолюті | Залік чемпіонату світу в абсолюті |
| --------------------------------- | --------------------------------- | --------------------------------- | --------------------------------- | --------------------------------- | --------------------------------- | --------------------------------- |
| 1.                                | Мікко Хірвонен                    | Ярмо Лехтінен                     | Ford Focus RS WRC 08              | 4:09:42,5                         |                                   | 10                                |
| 2.                                | Себастьян Оґьє                    | Жюльєн Інграссіа                  | Citroën C4 WRC                    | 4:10:55,4                         | +1:12,9                           | 8                                 |
| 3.                                | Ярі-Матті Латвала                 | Мікка Анттіла                     | Ford Focus RS WRC 08              | 4:11:27,5                         | +1:45,0                           | 6                                 |
| 4.                                | Федеріко Вільяґра                 | Хорхе Перес Компанк               | Ford Focus RS WRC 08              | 4:13:30,8                         | +3:48,3                           | 5                                 |
| 5.                                | Конрад Раутенбах                  | Деніел Беріт                      | Citroën C4 WRC                    | 4:13:42,3                         | +3:59,8                           | 4                                 |
| 6.                                | Халід аль-Касімі                  | Майкл Ор                          | Ford Focus RS WRC 08              | 4:16:46,8                         | +7:04,3                           | 3                                 |
| 7.                                | Мадс Остберґ                      | Йонас Андерссон                   | Subaru Impreza WRC 08             | 4:22:07,4                         | +12:24,9                          | 2                                 |
| 8.                                | Ламброс Афанассулас               | Ніколас Захеос                    | Škoda Fabia Super 2000            | 4:22:30,1                         | +12:47,6                          | 1                                 |
| Залік PC WRC                      |                                   |                                   |                                   |                                   |                                   |                                   |
| 1. (8.)                           | Ламброс Афанассулас               | Ніколас Захеос                    | Škoda Fabia Super 2000            | 4:22:30,1                         |                                   | 10                                |
| 2. (9.)                           | Насер Аль Атіях                   | Джованні Берначчині               | Subaru Impreza Sti N14            | 4:22:52,4                         | +22,3                             | 8                                 |
| 3. (10.)                          | Арміндо Араужу                    | Міґель Рамалью                    | Mitsubishi Lancer Evo IX          | 4:24:47,0                         | +2:16,9                           | 6                                 |
| 4. (11.)                          | Тошигіро Араї                     | Ґлен Макніл                       | Subaru Impreza Sti N14            | 4:25:45,0                         | +3:14,9                           | 5                                 |
| 5. (13.)                          | Мартін Прокоп                     | Ян Томанек                        | Mitsubishi Lancer Evo IX          | 4:28:28,9                         | +5:58,8                           | 4                                 |
| 6. (17.)                          | Бернардо Соуза                    | Хорхе Карвальо                    | Fiat Punto Abarth S2000           | 4:31:49,6                         | +9:19,5                           | 3                                 |
| 7. (18.)                          | Андіс Нейкшанс                    | Петеріс Дзіркалс                  | Mitsubishi Lancer Evo IX          | 4:32:02,6                         | +9:32,5                           | 2                                 |
| 8. (20.)                          | Патрік Флодін                     | Ґоран Берґстен                    | Subaru Impreza Sti N14            | 4:37:28.8                         | +14:58.7                          | 1                                 |

## Швидкісні ділянки етапу
| День          | № ШД | Час стартуж | Назва ШД                           | Дистанція, км | Переможець                                                          | Час                                                                 | Сер. швидк. км/год                                                  | Лідер після ШД                                                      |
| ------------- | ---- | ----------- | ---------------------------------- | ------------- | ------------------------------------------------------------------- | ------------------------------------------------------------------- | ------------------------------------------------------------------- | ------------------------------------------------------------------- |
| 1 (12 червня) | ШД1  | 08:48       | Харваті (ΧΑΡΒΑΤΙ)                  | 25,00         | Ярі-Матті Латвала                                                   | 18:18,9                                                             | 81,9                                                                | Ярі-Матті Латвала                                                   |
| 1 (12 червня) | ШД2  | 10:21       | Фіви 1 (ΘΗΒΑ)                      | 23,76         | Дані Сордо                                                          | 17:00,6                                                             | 83,8                                                                | Ярі-Матті Латвала                                                   |
| 1 (12 червня) | ШД3  | 11:44       | Евангелістрія (ΕΥΑΓΓΕΛΙΣΤΡΙΑ)      | 21,03         | Скасована рішенням оргокомітету 56-го Ралі Акрополіс від 05.06.2009 | Скасована рішенням оргокомітету 56-го Ралі Акрополіс від 05.06.2009 | Скасована рішенням оргокомітету 56-го Ралі Акрополіс від 05.06.2009 | Скасована рішенням оргокомітету 56-го Ралі Акрополіс від 05.06.2009 |
| 1 (12 червня) | ШД4  | 14:02       | Боксити (ΒΩΞΙΤΕΣ)                  | 23,17         | Євґеній Новіков                                                     | 14:39,8                                                             | 94,8                                                                | Ярі-Матті Латвала                                                   |
| 1 (12 червня) | ШД5  | 14:56       | Дросохорі (ΔΡΟΣΟΧΩΡΙ)              | 23,68         | Себастьян Оґьє                                                      | 19:41,9                                                             | 72,1                                                                | Ярі-Матті Латвала                                                   |
| 1 (12 червня) | ШД6  | 17:13       | Фіви 2                             | 23,76         | Мікко Хірвонен                                                      | 16:59,5                                                             | 83,9                                                                | Мікко Хірвонен                                                      |
| 2 (13 червня) | ШД7  | 09:32       | Кленія — Мікени 1 (ΚΛΕΝΙΑ-ΜΥΚΗΝΕΣ) | 17,25         | Ярі-Матті Латвала                                                   | 11:36,0                                                             | 89,2                                                                | Мікко Хірвонен                                                      |
| 2 (13 червня) | ШД8  | 10:35       | Імно 1 (ΓΥΜΝΟ)                     | 26.28         | Євґеній Новіков                                                     | 19:03,6                                                             | 82,7                                                                | Мікко Хірвонен                                                      |
| 2 (13 червня) | ШД9  | 11:50       | Кефаларі 1 (ΚΕΦΑΛΑΡΙ)              | 24,15         | Мікко Хірвонен                                                      | 19:32,8                                                             | 74,1                                                                | Мікко Хірвонен                                                      |
| 2 (13 червня) | ШД10 | 14:50       | Кленія — Мікени 2                  | 17,25         | Ярі-Матті Латвала                                                   | 11:21,8                                                             | 91,1                                                                | Мікко Хірвонен                                                      |
| 2 (13 червня) | ШД11 | 15:53       | Імно 2                             | 26,28         | Євґеній Новіков                                                     | 18:51,2                                                             | 83,6                                                                | Мікко Хірвонен                                                      |
| 2 (13 червня) | ШД12 | 17:08       | Кефаларі 2                         | 24,15         | Євґеній Новіков                                                     | 19:10,1                                                             | 75,6                                                                | Мікко Хірвонен                                                      |
| 3 (14 червня) | ШД13 | 09:33       | Лутракі 1 (ΛΟΥΤΡΑΚΙ)               | 8,98          | Мадс Остберґ                                                        | 7:38,2                                                              | 70,6                                                                | Мікко Хірвонен                                                      |
| 3 (14 червня) | ШД14 | 10:07       | Агіі Феодорі 1 (ΑΓΙΟΙ ΘΕΟΔΩΡΟΙ)    | 33,00         | Хеннінґ Сольберґ                                                    | 22:43,2                                                             | 87,1                                                                | Мікко Хірвонен                                                      |
| 3 (14 червня) | ШД15 | 10:55       | Неа Піссіа (ΝΕΑ ΠΙΣΣΙΑ)            | 11,30         | Метью Вілсон                                                        | 8:16,2                                                              | 82,0                                                                | Мікко Хірвонен                                                      |
| 3 (14 червня) | ШД16 | 12:51       | Лутракі 2                          | 8,98          | Скасована інспектором ФІА з безпеки через велику кількість глядачів | Скасована інспектором ФІА з безпеки через велику кількість глядачів | Скасована інспектором ФІА з безпеки через велику кількість глядачів | Мікко Хірвонен                                                      |
| 3 (14 червня) | ШД17 | 13:25       | Агіі Феодорі 2                     | 33,00         | Ярі-Матті Латвала                                                   | 22:14,2                                                             | 89,0                                                                | Мікко Хірвонен                                                      |

ж)- За київським часом